# Jakob Wolff (Jurist)
Jakob Wolff (Jakob Josef Hubert Maria Wolff, auch Jacques Wolff, * 28. November 1850 in Haus Heisterbach; † 2. Februar 1935 in Celle) war Präsident des Oberlandesgerichts Celle.

## Leben
Wolff wurde am 28. November 1850 zu Haus Heisterbach, Kreis Rheinbach, als Sohn des dortigen Landrats und späteren Geheimen Regierungsrats Gottfried Joseph Wolff geboren. Haus Heisterbach war seit 1804 in Familienbesitz, die Familie stammte ursprünglich aus Bonn. Nach Besuch des Progymnasiums in Rheinbach und des königlichen Gymnasiums „an Marzellen“ in Köln sowie der Universitäten Bonn, Breslau und Bonn am 27. Dezember 1871 beim Landgericht Bonn als Referendar beeidigt, wurde Wolff mit dem Dienstalter vom 15. Juli 1876 zum Gerichtsassessor ernannt. Er war zunächst beim Landgericht Bonn tätig, dann vom 26. September 1876 an Gerichtsassessor, 1879 Amtsrichter in Krefeld, 1888 Amtsgerichtsrat daselbst, 1893 Landgerichtsdirektor in Düsseldorf, 1902 Landgerichtspräsident in Koblenz und 1905 in gleicher Eigenschaft nach Düsseldorf berufen. Als er dahin zurückkehrte, so die Deutsche Juristen-Zeitung 1909, „empfahl er in seiner Antrittsrede seinen Beamten, mit dem ihm von früher her bekannten Eifer weiterzuarbeiten nach dem Grundsatze prompt und praktisch“.
Mit 59 Jahren wurde Jakob Wolff 1909 Präsident des Oberlandesgerichts Celle und amtierte als solcher bis April 1921. Unter seiner Präsidentschaft wurde am 14. Oktober 1911 die 200-Jahr-Feier des Oberlandesgerichts Celle begangen. Wolffs Nachfolger im Amt des Präsidenten wurde Karl Rasch.
1923 begründete Jakob Wolff in Celle den Verein der Freunde des Waisenhauses. Aus seiner am 9. Juni 1881 in Krefeld mit Laura von Heimendahl geschlossenen Ehe ging der spätere Landrat des Kreises Sankt Goarshausen Hans Wolff (1882) hervor, ferner Fritz (1884) und Alice Therese (1889). In Celle verlebte der Oberlandesgerichtspräsident a. D. Wolff seinen Lebensabend im Haus Trift 18.
Er war Mitglied der Studentenverbindung Akademischer Juristenverein Bonn.